# Ortòstat
Un ortòstat és un bloc o llosa vertical, adornada o no, que forma la filada inferior d'un mur. En un dolmen neolític, els ortòstats formen parcialment o totalment les parets del monument funerari megalític i suporten les lloses de la tapadora.